# Johan Andersen
Johan Frederik Kobberup Andersen (ur. 24 stycznia 1920, zm. 7 maja 2003) – duński kajakarz. Srebrny medalista olimpijski z Londynu.
Zawody w 1948 były jego jedynymi igrzyskami olimpijskimi. Zajął drugie miejsce w kajakowej jedynce na dystansie 1000 metrów, wyprzedził go jedynie Szwed Gert Fredriksson. Zdobył trzy medale mistrzostw świata: złoto w 1950 w jedynce na dystansie 500 metrów oraz srebro w sztafecie 4 × 500 metrów. W drugiej z tych konkurencji był trzeci w 1948.